# Yamaha FZ 400R
La Yamaha FZ 400R è una motocicletta stradale sportiva prodotta dalla casa motociclistica giapponese Yamaha a partire dal 1984 fino al 1988.
La FZ400R era una cosiddetta "race replica" della Yamaha F3 FZR, che a sua volta era basata sulla XJ 400Z.

## Descrizione
Il motore a 4 tempi (alesaggio e corsa rispettivamente di 54 mm x 43,6 mm), dalla cubatura di 399 cm³, era un quattro cilindri in linea raffreddato a liquido con doppio albero a camme (DOHC: Double Overhead Camshaft) a quattro valvole per cilindro, per un totale di 16. Ad alimentarla c'erano una batteria di quattro carburatori. La potenza era di 59 CV a 12000 giri/min e la coppia di 36,3 N･m (3,7 kgf･m) a 10000 giri/min.
Dotata di un cambio a sei velocità, la moto utilizzava una frizione a dischi multipli in bagno d'olio. Il motore era alloggiato sul telaio in acciaio.
La sospensione anteriore utilizzata era una forcella telescopica regolabile, al posteriore invece montava un mono ammortizzatore anch'esso regolabile.

## Storia
Presentata nel maggio 1984, montava il motore raffreddato ad acqua della XJ 400Z che qui produceva 59 cavalli; in seguito a dicembre dello stesso anno venne creata anche una versione naked chiamata FZ 400N. Le differenze rispetto al modello R erano: assenza di carenatura, faro quadrato montato sul telaio, manubrio più largo, pedane in acciaio e angoli di sterzo diversi.
Nel marzo 1986, insieme all'adozione di specchietti aerodinamici, vennero apportate altre piccole modifiche alle decalcomanie e allo scarico.
Nell'ottobre 1987 arrivò una carenatura completa e una sella singola.